# Денні Інгз
Денні Інгз (англ. Danny Ings, нар. 23 липня 1992, Вінчестер, Англія) — англійський футболіст, нападник «Вест Гем Юнайтед».

## Клубна кар'єра
У шкільному віці відвідував футбольну академію «святих», але потім був відпущений клубом і незабаром перейшов у молодіжну академію «Борнмута».
Домігшись з «вишневими» значного прогресу, у травні 2008 року Інгз підписав з клубом «стажерський» контракт, а 6 жовтня 2009 року дебютував в основному складі «Борнмута» в матчі Трофея Футбольної ліги проти «Нортгемптон Таун». Влітку 2009 року він підписав з «вишневими» професійний контракт, але сезон 2009/10 був затьмарений серйозною травмою, через яку гравець більше не провів жодного матчу. У наступному сезоні (з перервою на тримісячну оренду в «Дорчестер Таун» восени) Інгз провів за «Борнмут» 28 офіційних матчів і забив в них 8 голів.
Влітку 2011 року «вишневі» почали з Інгзом переговори про продовження терміну дії контракту на поліпшених умовах, але в серпні Денні перейшов до «Бернлі» за один мільйон фунтів. Через травму коліна, отриману відразу після трансферу, дебютував за нову команду Інгз тільки в лютому 2012 року в грі проти «Барнслі», вийшовши на заміну Чарлі Остіну і у другій половині сезону провів 15 матчів, забивши три голи. 31 березня 2012 року забив свій перший гол за «Бернлі» у матчі проти «Портсмута». На початку сезону 2012/13 Інгз знову отримав важку травму вже іншого коліна, яка вимагала операції і залишила його поза грою на два з половиною місяці. Успішно відновившись після травми, Денні став твердим гравцем основи і зіграв в 33 матчах, забивши три голи. Наступний сезон пройшов ще успішніше — 26 голів в 45 офіційних матчах. За підсумками сезону «Бернлі» вийшли до Прем'єр-ліги, а сам Інгз в березня 2014 був визнаний гравцем року в Чемпіоншипі. У сезоні 2014/15 в Прем'єр-лізі Інгз провів 35 матчів і забив 11 голів, але це не допомогло «бордовим» зберегти прописку в еліті англійського футболу.
1 липня 2015 року, після закінчення контракту з «Бернлі», футболіст як вільний агент приєднався до «Ліверпуля», про досягнуту домовленість про перехід було оголошено ще 8 червня. «Мерсісайдці» заплатили «Бернлі» компенсацію в сумі 6,5 млн фунтів, з додатковими 1,5 млн в вигляді бонусів, пов'язаних з продуктивністю гравця, оскільки футболіст, який переходить в нову команду, ще не досяг 23-річного віку. Бернлі також отримає 20% від майбутнього трансферу форварда.
29 серпня 2015 року в матчі проти «Вест Гем Юнайтед» (0:3) на «Енфілд Роуд» Інгз дебютував за «червоних». 15 жовтня 2015 року в своєму першому тренуванні під керівництвом нового тренера Юргена Клоппа, Інгз зазнав травми хрестоподібних зв'язок в коліні і вибув з ладу до кінця сезону. Тим не менше, Інгз повернувся раніше, ніж очікувалося і вийшов у останній грі чемпіонату, проти «Вест-Бромвіч Альбіон» (1:1), проте у заявку на фінал Ліги Європи не потрапив. У сезоні 2018/19 виступав на правах оренди в «Саутгемптоні», де закріпився в основному складі клубу.
З липня 2019 перейшов до «Саутгемптона» на постійній основі за 18 мільйонів фунтів. За три сезони у футболці «святих» провів за команду 100 матчів на різних рівнях, в яких відзначився 46-ма голами. 
4 серпня 2021 року перейшов до бірмінгемської «Астон Вілли» за 25 мільйонів фунтів, взявши 20-й номер на футболці. Перший м'яч за нову команду забив у першому ж матчі сезону 14 серпня 2021 року у ворота  «Уотфорда».

## Виступи за збірні
Протягом 2013—2015 років залучався до складу молодіжної збірної Англії. На молодіжному рівні зіграв у 13 офіційних матчах, забив 4 голи.
12 жовтня 2015 року дебютував в офіційних матчах у складі національної збірної Англії у грі кваліфікації до Євро-2016 проти збірної Литви, вийшовши на заміну на 59 хвилині замість Гаррі Кейна.
| Дата       | Місто   | Господарі | Результат | Гості  | Турнір            | Голи | Примітки |
| ---------- | ------- | --------- | --------- | ------ | ----------------- | ---- | -------- |
| 12-10-2015 | Вільнюс | Литва     | 0 – 3     | Англія | Відбір до ЧЄ 2016 | -    | 59'      |
| Усього     |         | Матчів    | 1         |        | Голів             | 0    |          |

## Титули і досягнення
- Переможець Ліги конференцій УЄФА (1):

«Вест Гем Юнайтед»: 2022–23
- Найкращий футболіст року Чемпіонату Футбольної ліги: 2013–14